# Pitlochry and Blair Atholl Pipe Band
La Banda de gaitas Pitlochry and Blair Atholl es de reciente formación (2004) y es una banda atípica ya que se sale del ámbito escocés y se dedica a investigar y trabajar con la música tradicional de los países celtas, actualmente han colaborado con la Bagad Sonerien an Oriant y ha realizado varios viajes a Bretaña a la vez que invitaban a bagads bretonas a visitar Escocia. En este sentido buscan trabajar con otros países, y es este año la primera vez que van a visitar Asturias para enseñarnos más de la música escocesa a la vez que aprenden de la asturiana. 
Está página contiene texto del Festival intercélticu de Avilés que hasta 2007 publicaba su contenido bajo Licencia Creative Commons Reconocimiento-Compartir bajo la misma licencia 2.5-España.
- Datos: Q6076985